# خلیج سن پابلو

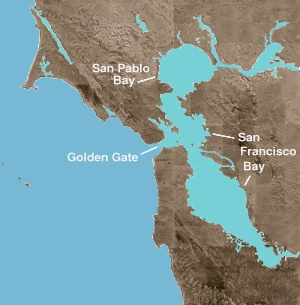
خلیج سن پابلو و سانفرانسیسکو

خلیج سن پابلو دهانهٔ رودخانه‌ای کم عمقی می‌باشد که فضای شمالی خلیج سانفرانسیسکو در شمال ایالت کالیفرنیا در آمریکا را تشکیل می‌دهد. این خلیج آبهای رودخانه‌های ساکرامنتو و سن ژاکویین را از طریق خلیج سوسون و تنگه کارکوئینز در انتهای شرقیش دریافت می‌کند و در انتهای جنوبی به خلیج سانفرانسیکو متصل می‌شود.
این خلیج تقریباً ۱۶ کیلومتر طول دارد و مساحت تقریبی آن ۲۴۰ کیلومتر مربع می‌باشد.
خلیج سن پابلو بین شهرستان‌های کنترا کوستا، سولانو، سونوما و مارین مشترک می‌باشد.